# Antimoon(III)bromide
Antimoon(III)bromide is een anorganische verbinding van antimoon en broom, met als brutoformule SbBr3. In zuivere toestand komt het voor als een witte hygroscopische vaste stof, die reageert met water.

## Synthese
Antimoon(III)bromide kan bereid worden door de rechtstreekse reactie van antimoon met dibroom:
{\displaystyle \mathrm {2\ Sb\ +\ 3\ Br_{2}\ \longrightarrow \ 2\ SbBr_{3}} }
Als alternatief voor antimoon zelf kan ook antimoon(III)oxide of antimoon(III)sulfide gebruikt worden.
Een andere methode is de reactie tussen antimoon(III)chloride en boortribromide.

## Eigenschappen en reacties
Antimoon(III)bromide is een reactieve verbinding die met water reageert tot antimoon(III)oxide en waterstofbromide:
{\displaystyle \mathrm {2\ SbBr_{3}\ +\ 3\ H_{2}O\ \longrightarrow \ Sb_{2}O_{3}\ +\ 6\ HBr} }
In gesmolten toestand (bij temperaturen boven 97°C) is het een heldere okergele vloeistof. Er zijn twee kristalstructuren van antimoon(III)bromide bekend, waarbij de α-vorm in een orthorombisch kristalstelsel uitkristalliseert. Deze kristalvorm behoort tot de ruimtegroep P212121.

## Toepassingen
Antimoon(III)bromide wordt toegevoegd aan polymeren, zoals polyethyleen, als vlamvertragend middel. Verder wordt het gebruikt bij de synthese van andere antimoonverbindingen.
Antimoon(III)bromide wordt ook ingezet als analytische standaard bij spooranalyse en als kleurstof.

## Toxicologie en veiligheid
Antimoon(III)bromide is gevoelig voor licht en warmte. Het kan irritatie aan het ademhalingsstelsel veroorzaken, met kans op brandwonden of interne letsels. De stof is irriterend voor de huid en ogen. De schadelijkheid van antimoon(III)bromide wordt veroorzaakt door het hydrolyseproduct ervan, waterstofbromide, dat een sterk corrosieve werking ten aanzien van weefsels vertoont.
Antimoon(III)bromide is schadelijk voor het milieu, en in het bijzonder voor in het water levende organismen.